# Китте, Клод
Клод Китте (фр. Claude Quittet; род. 12 марта 1941, Mathay) — французский футболист, защитник.

## Карьера

### Клубная карьера
Во взрослом футболе дебютировал в 1958 году в клубе «Сошо», за который выступал на протяжении одиннадцати сезонов.
В 1969 году перешёл в клуб «Ницца», где отыграл следующие четыре сезона своей игровой карьеры. Вместе с клубом в 1970 году стал обладателем Суперкубка Франции, а также победил во второй лиге чемпионата Франции. В 1973 году на один сезон перешёл в команду клуба «Монако».
Завершил карьеру футболиста в 1976 году в клубе «Расинг» (Безансон), за который выступал с 1974 года.

### Карьера в сборной
В 1967 году дебютировал в официальных матчах в составе национальной сборной Франции.
Всего в составе сборной принял участие в 16 матчах, не отметившись ни одним забитым мячом.

## Достижения
«Ницца»
- Обладатель Суперкубка Франции: 1970